# Сульфид нептуния(III)
Сульфид нептуния(III) — бинарное неорганическое соединение,
соль нептуния и сероводородной кислоты
с формулой Np2S3,
чёрные кристаллы,
не растворяется в воде.

## Получение
- Пропускание серорводорода через нагретый до 1000°С оксид нептуния(IV).

- Разложение при нагревании в вакууме пентасульфида тринептуния:

{\displaystyle {\mathsf {2Np_{3}S_{5}\ {\xrightarrow {900^{o}C}}\ 3Np_{2}S_{3}+S\uparrow }}}

## Физические свойства
Сульфид нептуния(III) образует чёрные кристаллы нескольких модификаций:
- α-Np2S3, ромбическая сингония, пространственная группа P nma, параметры ячейки a = 1,06 нм, b = 0,386 нм, c = 1,03 нм, Z = 4, существует при температуре ниже 1200°С;
- β-Np2S3, тетрагональная сингония, параметры ячейки a = 1,494 нм, c = 1,984 нм существует в интервале температур 1200÷1500°С;
- γ-Np2S3, кубическая сингония, пространственная группа I 43d, параметры ячейки a = 0,844 нм, существует при температуре выше 1500°С.

Не растворяется в воде.